# Piazza Maggiore
Piazza Maggiore (Piâza Granda o Piâza Mażåur in dialetto bolognese) è la piazza principale della città di Bologna.
Misura 115 metri in lunghezza per 60 metri in larghezza ed è circondata dai più importanti edifici della città medievale.
Piazza Maggiore è la piazza più importante della città

## Descrizione
Il più antico edificio affacciato sulla piazza è il Palazzo del Podestà, che chiude la piazza a nord; risale al XIII secolo ed è sormontato dalla Torre dell'Arengo, che suonando la sua campana chiamava il popolo a raccolta. A questo fu aggiunto in breve il Palazzo Re Enzo, sotto al quale si apre la volta a crociera di un quadrivio pedonale.

Il crescentone circondato da Palazzo d'Accursio e Palazzo del Podestà.

La piazza è chiusa ad ovest dal Palazzo Comunale (o d'Accursio), un monumentale complesso architettonico di origine trecentesca, attualmente sede del comune di Bologna, delle Collezioni Comunali d'Arte e del Museo Morandi, che costeggia anche l'attigua piazza del Nettuno, al centro della quale sorge la fontana omonima (detta anche del Gigante) realizzata nel 1565 dal Giambologna.
A sud, di fronte al Palazzo del Podestà si eleva la facciata incompiuta della basilica di San Petronio, un esempio di gotico italiano, iniziata sul finire del Trecento e mai terminata.
Chiude infine a est il Palazzo dei Banchi, in realtà una semplice facciata eretta tra il 1565 e il 1568 su disegno di Giacomo Barozzi detto il Vignola, che sostituì elegantemente le povere costruzioni preesistenti che si affacciavano sulla piazza, rispettando gli sbocchi delle vecchie strade ivi confluenti. La prosecuzione del portico del Palazzo dei Banchi è il portico dell'Archiginnasio, sede medievale dell'Università di Bologna, ora una delle più fornite biblioteche italiane ed europee; questo portico viene comunemente chiamato "il Pavaglione" (da una voce dialettale che significa "padiglione") e per secoli fu la sede dei commerci dei bachi da seta.

### Il "crescentone"
La parte centrale della piazza è caratterizzata da una piattaforma pedonale, soprannominata "crescentone", costruita nel 1934. Si tratta di un rettangolo rialzato, dell'altezza di 15 cm, costruito in granito bianco e rosa. Il nome deriverebbe dalla crescente, la tipica focaccia salata della cucina bolognese.
Sul lato orientale del crescentone, si notano alcuni visibili danni: la tradizione vuole che siano stati provocati da un carro armato statunitense il 21 aprile 1945, giorno della liberazione della città. Alcune immagini, però, mostrano come, al termine della guerra, non vi fosse alcun danno; si ritiene che i danneggiamenti siano invece stati causati negli anni settanta, in occasione di una fiera agricola nazionale, quando una mietitrebbiatrice in esposizione vi salì dal lato orientale e ne discese dal lato meridionale: questi mezzi agricoli sono molto più pesanti di un carro armato, e sono per di più sprovvisti di cingoli ammortizzati; oltretutto, sembrerebbe che nel 1945 fossero anche state apposte delle rampe davanti al crescentone per agevolare la salita e la discesa dei carri armati.

### Edifici
Gli edifici che circondano piazza Maggiore sono:
- il Palazzo dei Notai, costruito tra il 1384 ed il 1422, su progetto di Antonio di Vincenzo;
- il Palazzo D'Accursio (Palazzo Comunale), costruito nel 1290 e ristrutturato dopo un incendio (1425) dall'architetto Fioravante Fioravanti: nell'edificio hanno sede le Collezioni Comunali d'Arte di Bologna ed il Museo Morandi. Una lapide in marmo sul Palazzo Comunale riporta le antiche unità di misura utilizzate a Bologna (la più importante delle quali era il piede bolognese, di circa 38 centimetri). Queste misure erano esposte pubblicamente di modo che tutti potessero verificarle, peraltro la piazza fu sede del più grande mercato cittadino fino al 1877. Sopra a questa lapide si trovano due aquilotti in terracotta. Secondo una tradizione non comprovata dai documenti, uno di questi aquilotti (non è chiaro quale) sarebbe stato realizzato dal giovane Michelangelo durante il suo soggiorno bolognese, ma quello che si vede oggi sarebbe una copia, dato che gli originali sono andati distrutti in una sommossa popolare del 1511;
- il Palazzo del Podestà, costruito nel 1201 e ampiamente ristrutturato fra il 1472 ed il 1484 dai signori Bentivoglio;
- il Palazzo dei Banchi, del 1412, dove operavano cambiavalute e banchieri, ristrutturato nel 1568 su progetto del Vignola con il suo caratteristico portico soprannominato dai bolognesi Pavaglione;
- la basilica di San Petronio, iniziata nel 1390 su progetto di Antonio di Vincenzo e mai terminata.

## Storia

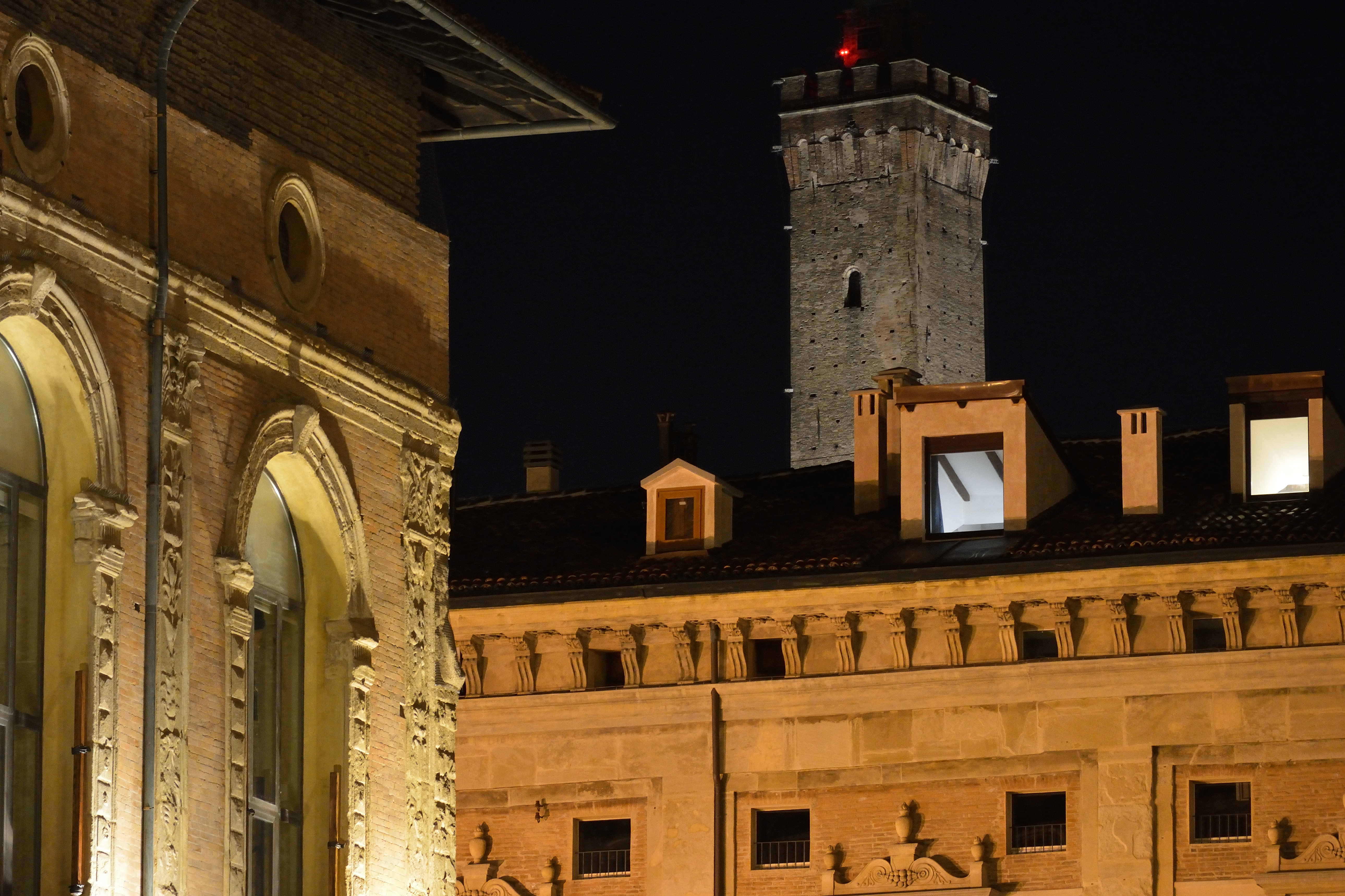
Scorcio notturno (lato Palazzo del Podestà)

L'area che adesso conosciamo come Piazza Maggiore, che in realtà nella toponomastica è senza nome, venne costruita a partire dal 1200 esatto, quando i bolognesi sentirono l'esigenza di avere spazio da adibire a mercato e non solo. I molti edifici popolari, fra cui anche diverse torri, che sorgevano nella zona furono acquistati dal Comune e poi abbattuti. È una delle primissime piazze, se non la prima, ad essere costruita in Italia dopo la caduta dell'impero romano, quando le "piazze" erano le basiliche e i fori. È proprio in questo periodo che in Italia si ritorna al concetto di "piazza" come luogo pubblico d'incontro e aggregazione. Le piazze di Firenze e Siena verranno infatti costruite qualche anno o decennio dopo Piazza Maggiore.
Solo nel Quattrocento la piazza assunse la forma attuale mentre nel XVI secolo l'intera area fu risistemata per volontà papale tramite il Cardinale Legato Carlo Borromeo: vennero costruite le adiacenti Piazza del Nettuno con la splendida fontana del Giambologna ed il Palazzo dell'Archiginnasio.
Nel 1860 Piazza Maggiore fu intitolata a Vittorio Emanuele II fino al 1943 quando il monumento equestre del re venne trasferito ai Giardini Margherita dove tuttora si trova. Dal 1943 al 1945 cambiò nome in Piazza della Repubblica e prese il nome attuale a partire dal giugno 1945.

## Nella cultura popolare e di massa

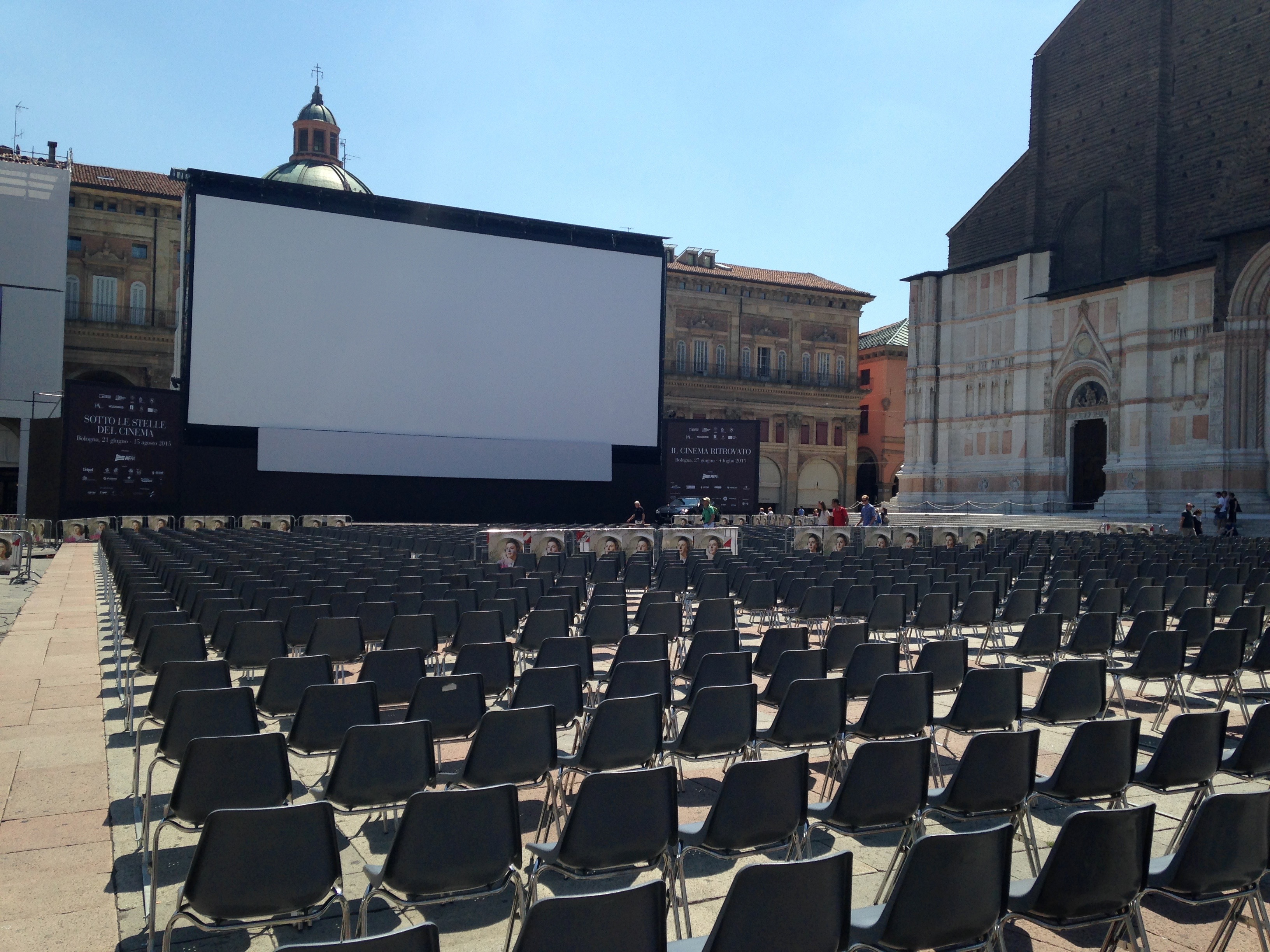
Piazza Maggiore durante la rassegna Sotto le stelle del Cinema

Secondo alcuni, ma anche secondo lo stesso Dalla, la canzone Piazza Grande (1972) di Lucio Dalla, dedicata a un senzatetto, si riferisce a Piazza Maggiore, altri invece ritengono che sia dedicata a Piazza Cavour sempre a Bologna dove il cantautore ha anche abitato da giovane, secondo quanto dichiarato da Gianfranco Baldazzi, nel corso della puntata de La storia siamo noi, dedicata a Lucio Dalla, del 18 novembre 2011. Un attento ascolto della canzone parla, infatti, di panchine, che in Piazza Maggiore sarebbero i gradoni della Basilica di San Petronio, ma di contro parla di gatti che non han padrone (non c'è mai stata infatti in piazza alcuna colonia felina).
Durante il mese di luglio in Piazza Maggiore ha luogo una rassegna cinematografica promossa dalla Cineteca di Bologna e dal Comune, intitolata Sotto le stelle del Cinema. Nella piazza viene allestito un cinema all'aperto in grado di ospitare fino a 4000 posti a sedere.
La sera del 2 agosto di ogni anno, in Piazza Maggiore si tiene il concerto finale del Concorso internazionale di composizione "2 Agosto", evento finale della giornata di commemorazioni in ricordo della strage alla stazione di Bologna del 1980.

## Nella letteratura
Giosuè Carducci scrisse la lirica Nella piazza di San Petronio che si trova nella raccolta Odi barbare.